# Chloramin
Chloramin (monochloramin; systematický název chlorazan) je chemická sloučenina se sumárním vzorcem NH2Cl. Obvykle se používá ve zředěném roztoku jako dezinfekce. Termín chloramin také označuje skupinu organických sloučenin se vzorci R2NCl a RNCl2 (kde R je organická skupina). Dichloramin (NHCl2) a chlorid dusitý (NCl3) jsou též dobře známé sloučeniny.

## Syntéza a chemické reakce
NH2Cl je v koncentrované formě velmi nestabilní sloučeninou, mnohem stabilnější je v čistém roztoku. Čistý NH2Cl se při teplotách nad −40 °C silně rozkládá. Poměrně stabilní je ve zředěném roztoku, tato významná stabilita je základem pro jeho použití.
NH2Cl se připravuje reakcí mezi amoniakem a kyselinou chlornou v mírně zásaditém prostředí:
NH3 + HOCl → NH2Cl + H2O
Syntéza se provádí ve zředěném roztoku. V této reakci podléhá HOCl působení nukleofilu NH3. Při nižším pH nastává další slučování s chlorem.
Uvedené syntézy jsou užitečné, ale neposkytují NH2Cl v čisté formě. Čistou sloučeninu lze připravit přidáním fluoraminu s chloridem vápenatým:
NH2F + CaCl2 → NH2Cl + CaClF
NH2Cl je klíčový meziprodukt pro tradiční syntézu hydrazinu.
Monochloramin oxiduje thioly a disiřičitany stejným způsobem jako HClO, ale ty získají jen 0,4% biocidní účinek oproti HClO.

## Použití při úpravě vody
NH2Cl se v nízké koncentraci běžně používá pro dezinfekci vody ve veřejných vodovodních sítích jako alternativa chlorování. Tato metoda je na vzestupu. Chlor (někdy označovaný jako volný chlor) je nahrazován chloraminem, protože chloramin je mnohem stabilnější a nerozkládá se ve vodě před tím, než se dostane ke spotřebitelům. NH2Cl má také menší tendenci reagovat s organickými materiály za tvorby chlorovaných uhlovodíků, například chloroformu nebo tetrachlormethanu. Uvedené látky byly identifikovány jako karcinogeny a od roku 1979 EPA omezuje ve USA jejich úroveň v pitné vodě. Navíc voda upravená chloraminem postrádá zápach chloru typický pro chlorovanou vodu a má lepší chuť. [zdroj?]
Choramin ve vodě z vodovodu způsobuje zabarvení do zelena, na rozdíl od namodralé barvy čisté vody nebo vody obsahující jen volný chlor. Toto nazelenalé zbarvení lze pozorovat při napuštění vody upravené chloraminem do bílé polyethylenové nádoby a porovnáním s vodou bez chloraminu, například destilovanou vodou nebo vzorkem z plaveckého bazénu. [zdroj?]

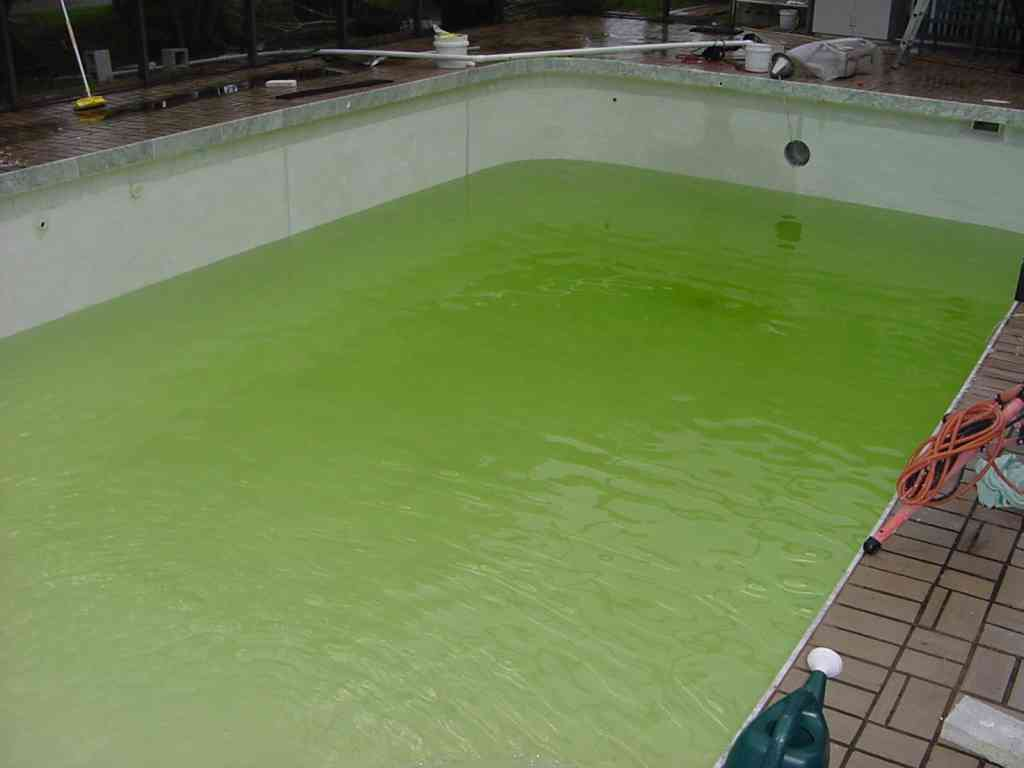
Nové plavecké bazény čerstvě naplněné vodou upravenou chloraminem mají nazelenalou barvu. Toto zbarvení je méně zřetelné v menších objemech, ale je rozpoznatelné u dvacetilitrové nádoby a při pečlivém zkoumání i u skleněného válce.

Chloramin lze odstranit z vody přechlorováním (10 ppm nebo více volného chloru, například dávkou chlornanu sodného nebo sanitizéru pro bazény) při udržení pH okolo 7 (např. přidáním kyseliny chlorné). Kyselina chlorná z volného chloru odstraňuje z chloraminu amoniak a ten vyprchá z vody ven. Tento proces zabere při běžné koncentraci (několik ppm chloraminu) okolo 24 hodin. Zbytkový volný chlor lze odstranit vystavením silnému slunečnímu světlu po dobu okolo 4 hodin.

## Bezpečnost
NH2Cl je ve velkých dávkách toxický. Koncentrační limit EPA je 4 ppm. Typická cílová úroveň v amerických veřejných zdrojích vody je 3 ppm.